# Prêmios recebidos pelo Império Serrano
A lista de prêmios recebidos pelo Império Serrano reúne as premiações extraoficiais e as condecorações recebidas pelo Grêmio Recreativo Escola de Samba Império Serrano. A escola foi fundada em 23 de março de 1947, a partir de uma dissidência do Prazer da Serrinha. Originária do Morro da Serrinha, encontra-se sediada na Avenida Ministro Edgard Romero, ao lado da estação de trem Mercadão de Madureira, em Madureira.
O Império é um dos maiores vencedores do prêmio Estandarte de Ouro, considerado o "óscar do carnaval carioca". Também conquistou diversos outros prêmios como Tamborim de Ouro, S@mba-Net, Estrela do Carnaval, Troféu SRzd, entre outros. Possui nove títulos de campeã do carnaval do Rio de Janeiro, conquistados nos anos de 1948, 1949, 1950, 1951, 1955, 1956, 1960, 1972 e 1982, ocupando, junto com Salgueiro e Imperatriz Leopoldinense, a posição de quarta maior vencedora no ranking de campeãs do carnaval carioca. Também possui cinco títulos na segunda divisão do carnaval, conquistados em 1998, 2000, 2008, 2017 e 2022. Em 2001, a escola foi condecorada com a Ordem do Mérito Cultural.

## Estandarte de Ouro
O Estandarte de Ouro é o mais antigo e importante prêmio extraoficial do carnaval do Rio de Janeiro, sendo conhecido como "Óscar do samba" ou "Óscar do carnaval", numa referência ao Óscar. Sua primeira edição foi realizada em 1972. É organizado e oferecido pelos jornais O Globo e Extra. Contempla a primeira e a segunda divisão do carnaval. Os vencedores são escolhidos por um júri formado por jornalistas, repórteres e colunistas do Jornal O Globo, da Rede Globo e da Rádio Globo; além de artistas ligados à música e às artes.

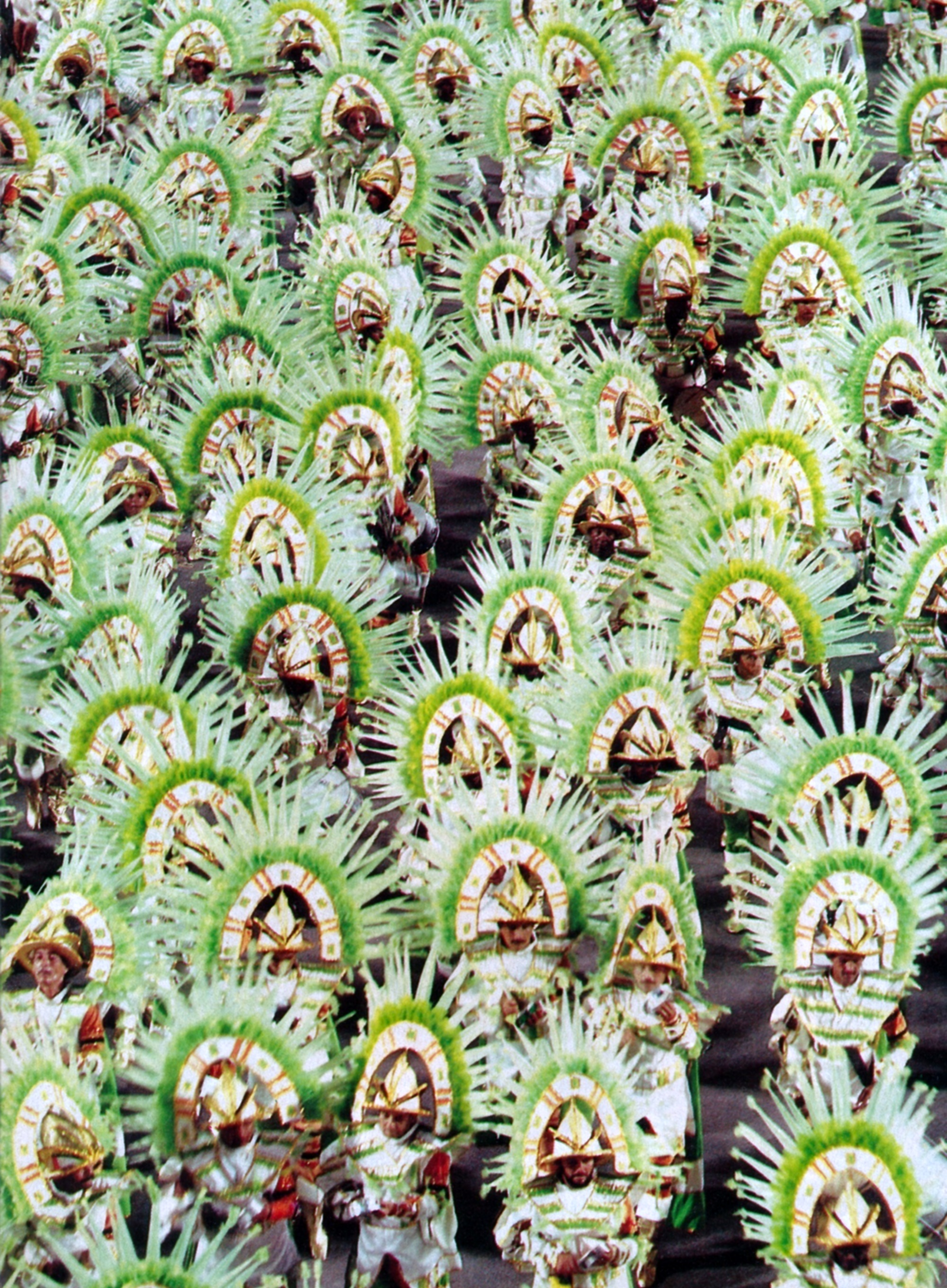
Bateria do Império no desfile do carnaval de 1994, ano em que a escola conquistou seu quarto Estandarte de Ouro na categoria. A Bateria Sinfônica do Samba é a mais premiada do Estandarte junto com a bateria do Salgueiro.

### Prêmios por categoria

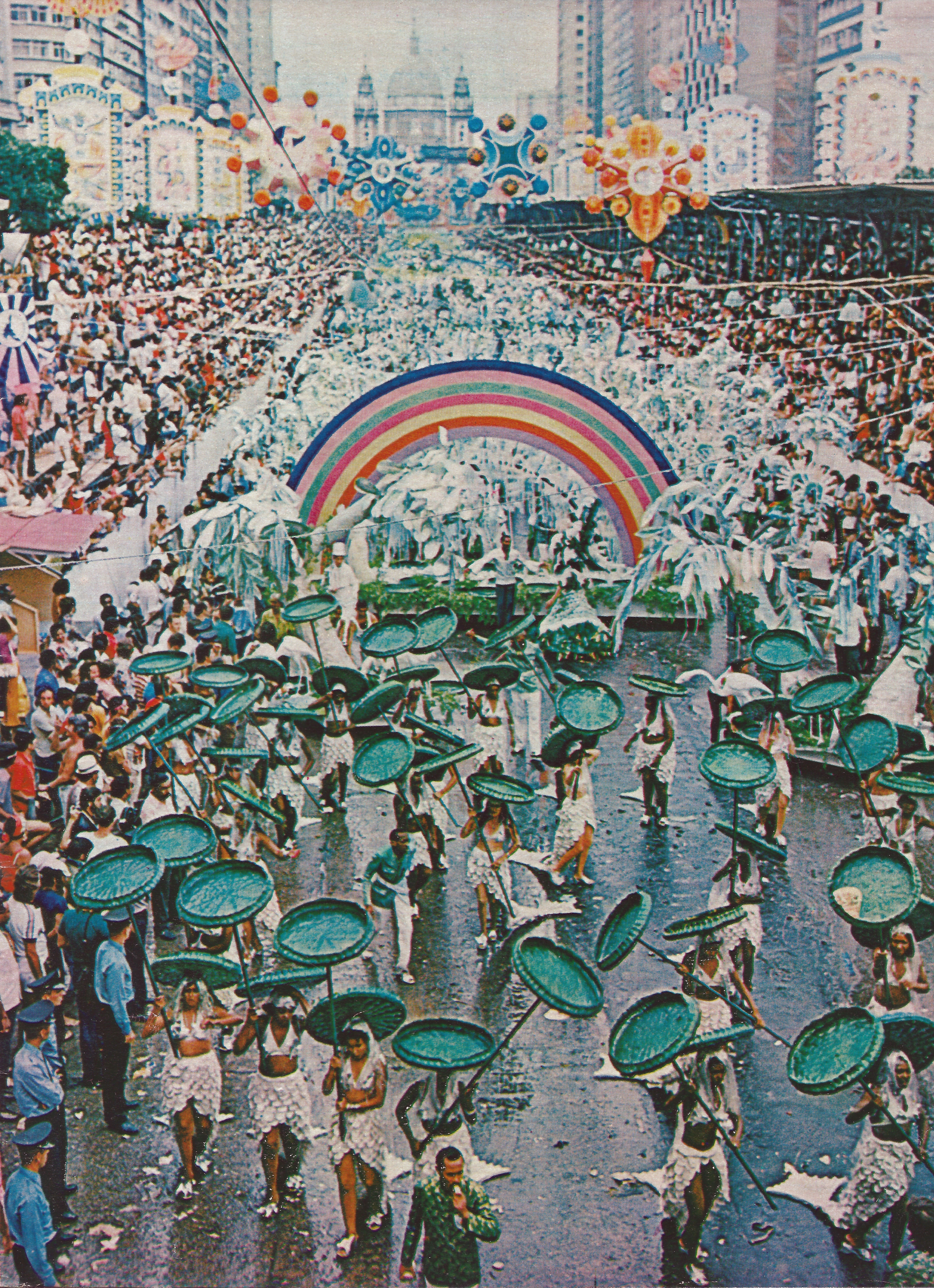
Desfile do Império no carnaval de 1973, ano em que recebeu seu primeiro Estandarte de Ouro de Melhor Escola.

| Categoria                                             | Total | Ano                                                  |
| ----------------------------------------------------- | ----- | ---------------------------------------------------- |
| Melhor Escola (Grupo Especial)                        | 3     | 1973, 1982, 2004                                     |
| Melhor Escola (Grupo de Acesso)                       | 5     | 2008, 2012, 2013, 2016, 2022                         |
| Samba-enredo (Grupo Especial)                         | 6     | 1982, 1983, 1986, 2001, 2004, 2006                   |
| Samba-enredo (Grupo de Acesso)                        | 5     | 1992, 1993, 2000, 2011, 2012                         |
| Enredo                                                | 2     | 1972, 1982                                           |
| Bateria                                               | 9     | 1982, 1983, 1987, 1994, 1997, 2002, 2004, 2007, 2009 |
| Intérprete                                            | 2     | 2004, 2006                                           |
| Mestre-sala                                           | 2     | 1975, 1980                                           |
| Porta-bandeira                                        | 3     | 1987, 1996, 1999                                     |
| Comissão de Frente                                    | 1     | 1994                                                 |
| Melhor Ala                                            | 4     | 1980, 1984, 1990, 2001                               |
| Ala de Baianas                                        | 3     | 1987, 2004, 2009                                     |
| Personalidade                                         | 6     | 1977, 1980, 1982, 1983, 2001, 2007                   |
| Revelação                                             | 6     | 1982, 1986, 1988, 2009, 2018, 2023                   |
| Passista Masculino (Categoria extinta em 2019)        | 1     | 1977                                                 |
| Destaque Feminino (Categoria extinta em 1986)         | 3     | 1972, 1974, 1981                                     |
| Destaque Masculino (Categoria extinta em 1986)        | 2     | 1981, 1985                                           |
| Comunicação com o Público (Categoria extinta em 1983) | 3     | 1972, 1973, 1975                                     |
| Melhor Fantasia (Categoria extinta em 1975)           | 2     | 1972, 1973                                           |
| Total até 2025: 68 prêmios                            |       |                                                      |

### Relação completa
| Ano  | Categoria premiada                                                      | C  | Referência                                      |
| ---- | ----------------------------------------------------------------------- | -- | ----------------------------------------------- |
| 1972 | Melhor comunicação com o público                                        | 1  | [ 9 ] [ 10 ] [ 11 ] [ 12 ]                      |
| 1972 | Enredo ("Alô, Alô, Taí Carmem Miranda")                                 | 2  | [ 9 ] [ 10 ] [ 11 ] [ 12 ]                      |
| 1972 | Destaque Feminino (Maria da Conceição)                                  | 3  | [ 9 ] [ 10 ] [ 11 ] [ 12 ]                      |
| 1972 | Melhor Fantasia                                                         | 4  | [ 9 ] [ 10 ] [ 11 ] [ 12 ]                      |
| 1973 | Melhor Escola                                                           | 5  | [ 9 ] [ 13 ] [ 12 ]                             |
| 1973 | Melhor comunicação com o público                                        | 6  | [ 9 ] [ 13 ] [ 12 ]                             |
| 1973 | Melhor Fantasia                                                         | 7  | [ 9 ] [ 13 ] [ 12 ]                             |
| 1974 | Destaque Feminino (Olegária dos Anjos)                                  | 8  | [ 9 ] [ 11 ]                                    |
| 1975 | Melhor comunicação com o público                                        | 9  | [ 9 ] [ 14 ]                                    |
| 1975 | Mestre-sala (Sérgio Jamelão)                                            | 10 | [ 9 ] [ 14 ]                                    |
| 1977 | Personalidade Masculina (Mestre Fuleiro)                                | 11 | [ 9 ] [ 15 ] [ 16 ]                             |
| 1977 | Melhor Passista Masculino (Careca)                                      | 12 | [ 9 ] [ 15 ] [ 16 ]                             |
| 1980 | Mestre-sala (Sérgio Jamelão)                                            | 13 | [ 9 ] [ 14 ] [ 17 ] [ 15 ]                      |
| 1980 | Melhor Ala (Sente o Drama)                                              | 14 | [ 9 ] [ 14 ] [ 17 ] [ 15 ]                      |
| 1980 | Personalidade Feminina (Vovó Maria Joana)                               | 15 | [ 9 ] [ 14 ] [ 17 ] [ 15 ]                      |
| 1981 | Destaque Feminino (Dona Ivone Lara)                                     | 16 | [ 9 ] [ 11 ] [ 18 ]                             |
| 1981 | Destaque Masculino (Calixto dos Pratos)                                 | 17 | [ 9 ] [ 11 ] [ 18 ]                             |
| 1982 | Melhor Escola                                                           | 18 | [ 9 ] [ 13 ] [ 19 ] [ 10 ] [ 20 ] [ 15 ] [ 21 ] |
| 1982 | Samba-enredo ("Bum bum Paticumbum Prugurundum")                         | 19 | [ 9 ] [ 13 ] [ 19 ] [ 10 ] [ 20 ] [ 15 ] [ 21 ] |
| 1982 | Enredo ("Bum bum Paticumbum Prugurundum")                               | 20 | [ 9 ] [ 13 ] [ 19 ] [ 10 ] [ 20 ] [ 15 ] [ 21 ] |
| 1982 | Bateria                                                                 | 21 | [ 9 ] [ 13 ] [ 19 ] [ 10 ] [ 20 ] [ 15 ] [ 21 ] |
| 1982 | Personalidade (Jamil Salomão Maruff "Cheiroso" - Presidente da escola)  | 22 | [ 9 ] [ 13 ] [ 19 ] [ 10 ] [ 20 ] [ 15 ] [ 21 ] |
| 1982 | Revelação (Andréa Machado - Segunda porta-bandeira)                     | 23 | [ 9 ] [ 13 ] [ 19 ] [ 10 ] [ 20 ] [ 15 ] [ 21 ] |
| 1983 | Samba-enredo ("Mãe Baiana Mãe")                                         | 24 | [ 9 ] [ 19 ] [ 20 ] [ 15 ]                      |
| 1983 | Bateria                                                                 | 25 | [ 9 ] [ 19 ] [ 20 ] [ 15 ]                      |
| 1983 | Personalidade (Aniceto do Império - Um dos fundadores da escola)        | 26 | [ 9 ] [ 19 ] [ 20 ] [ 15 ]                      |
| 1984 | Melhor Ala (Ala de Baianas)                                             | 27 | [ 9 ] [ 17 ]                                    |
| 1985 | Destaque Masculino (Edgard)                                             | 28 | [ 9 ] [ 18 ]                                    |
| 1986 | Samba-enredo ("Eu Quero")                                               | 29 | [ 9 ] [ 19 ] [ 21 ]                             |
| 1986 | Revelação (Mestre Faísca - Diretor de Bateria)                          | 30 | [ 9 ] [ 19 ] [ 21 ]                             |
| 1987 | Bateria                                                                 | 31 | [ 9 ] [ 20 ] [ 22 ] [ 23 ]                      |
| 1987 | Porta-bandeira (Irene)                                                  | 32 | [ 9 ] [ 20 ] [ 22 ] [ 23 ]                      |
| 1987 | Ala de Baianas                                                          | 33 | [ 9 ] [ 20 ] [ 22 ] [ 23 ]                      |
| 1988 | Revelação (Claudinho - Segundo mestre-sala)                             | 34 | [ 9 ] [ 21 ]                                    |
| 1990 | Melhor Ala (Serrinha)                                                   | 35 | [ 9 ] [ 17 ]                                    |
| 1992 | Samba-enredo ("Fala Serrinha, a Voz do Samba Sou Eu Mesmo, Sim Senhor") | 36 | [ 9 ] [ 24 ]                                    |
| 1993 | Samba-enredo ("Império Serrano, Um Ato de Amor")                        | 37 | [ 9 ] [ 24 ]                                    |
| 1994 | Bateria                                                                 | 38 | [ 9 ] [ 20 ] [ 25 ]                             |
| 1994 | Comissão de Frente                                                      | 39 | [ 9 ] [ 20 ] [ 25 ]                             |
| 1996 | Porta-Bandeira (Rita Freitas)                                           | 40 | [ 9 ] [ 22 ]                                    |
| 1997 | Bateria                                                                 | 41 | [ 9 ] [ 20 ]                                    |
| 1999 | Porta-Bandeira (Rita Freitas)                                           | 42 | [ 9 ] [ 22 ]                                    |
| 2000 | Samba-enredo ("Os Canhões de Guararapes")                               | 43 | [ 9 ] [ 24 ]                                    |
| 2001 | Samba-enredo ("O Rio Corre pro Mar")                                    | 44 | [ 9 ] [ 19 ] [ 17 ] [ 15 ]                      |
| 2001 | Melhor Ala (Barroco)                                                    | 45 | [ 9 ] [ 19 ] [ 17 ] [ 15 ]                      |
| 2001 | Personalidade (Neide Dominicina Coimbra - Presidente da escola)         | 46 | [ 9 ] [ 19 ] [ 17 ] [ 15 ]                      |
| 2002 | Bateria                                                                 | 47 | [ 9 ] [ 20 ]                                    |
| 2004 | Melhor Escola                                                           | 48 | [ 9 ] [ 13 ] [ 19 ] [ 20 ] [ 26 ] [ 23 ]        |
| 2004 | Samba-enredo ("Aquarela Brasileira")                                    | 49 | [ 9 ] [ 13 ] [ 19 ] [ 20 ] [ 26 ] [ 23 ]        |
| 2004 | Bateria                                                                 | 50 | [ 9 ] [ 13 ] [ 19 ] [ 20 ] [ 26 ] [ 23 ]        |
| 2004 | Intérprete (Nêgo)                                                       | 51 | [ 9 ] [ 13 ] [ 19 ] [ 20 ] [ 26 ] [ 23 ]        |
| 2004 | Ala de Baianas                                                          | 52 | [ 9 ] [ 13 ] [ 19 ] [ 20 ] [ 26 ] [ 23 ]        |
| 2006 | Samba-enredo ("O Império do Divino")                                    | 53 | [ 9 ] [ 19 ] [ 26 ]                             |
| 2006 | Intérprete (Nêgo)                                                       | 54 | [ 9 ] [ 19 ] [ 26 ]                             |
| 2007 | Bateria                                                                 | 55 | [ 9 ] [ 27 ] [ 20 ] [ 15 ]                      |
| 2007 | Personalidade (Sebastião Molequinho - Um dos fundadores da escola)      | 56 | [ 9 ] [ 27 ] [ 20 ] [ 15 ]                      |
| 2008 | Melhor Escola                                                           | 57 | [ 9 ] [ 28 ] [ 29 ]                             |
| 2009 | Bateria                                                                 | 58 | [ 9 ] [ 30 ] [ 20 ] [ 21 ]                      |
| 2009 | Ala de Baianas                                                          | 59 | [ 9 ] [ 30 ] [ 20 ] [ 21 ]                      |
| 2009 | Revelação (Jaqueline Gomes - Primeira porta-bandeira)                   | 60 | [ 9 ] [ 30 ] [ 20 ] [ 21 ]                      |
| 2011 | Samba-enredo ("A Benção, Vinícius")                                     | 61 | [ 9 ] [ 31 ] [ 24 ]                             |
| 2012 | Melhor Escola                                                           | 62 | [ 9 ] [ 32 ] [ 24 ] [ 29 ]                      |
| 2012 | Samba-enredo ("Dona Ivone Lara: O Enredo do meu Samba")                 | 63 | [ 9 ] [ 32 ] [ 24 ] [ 29 ]                      |
| 2013 | Melhor Escola                                                           | 64 | [ 9 ] [ 33 ]                                    |
| 2016 | Melhor Escola                                                           | 65 | [ 34 ]                                          |
| 2018 | Revelação (Raphaela Caboclo - Primeira porta-bandeira)                  | 66 | [ 35 ]                                          |
| 2022 | Melhor Escola                                                           | 67 | [ 36 ]                                          |
| 2023 | Revelação (Mestre Vitinho - mestre de bateria)                          | 68 | [ 37 ]                                          |

## Estrela do Carnaval
Estrela do Carnaval é uma premiação organizada e concedida pelo site Carnavalesco à primeira e segunda divisões do carnaval carioca. Sua primeira edição foi realizada em 2008. Até 2011 foi realizada em parceria com o site SRZD. Os premiados são escolhidos por jornalistas, comentaristas, radialistas e fotógrafos que fazem a cobertura dos desfiles das escolas de samba.

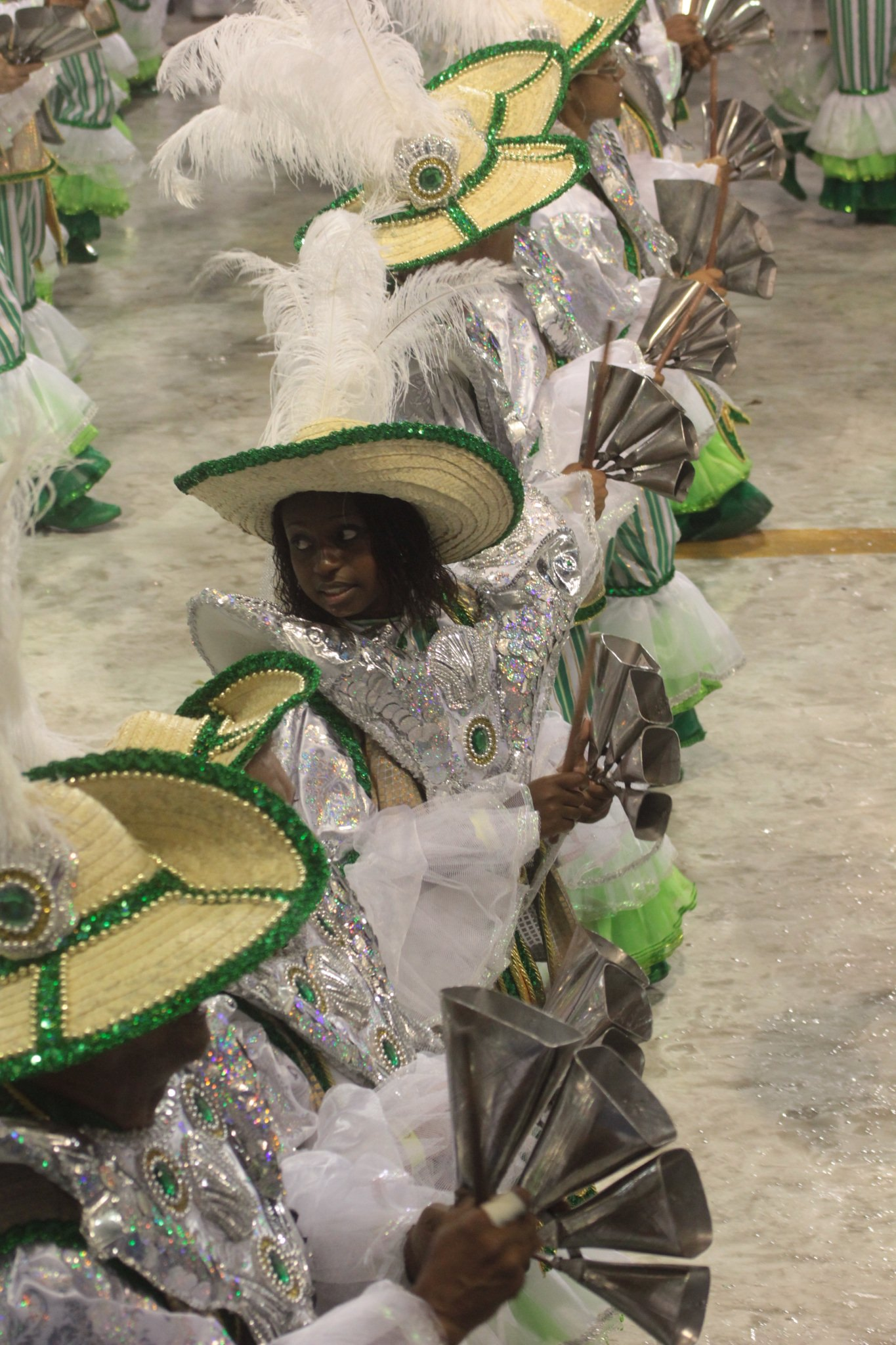
Bateria do Império no carnaval de 2011, ano em que recebeu o prêmio Estrela do Carnaval.

| Ano  | Categoria premiada                                      | C  | Referência           |
| ---- | ------------------------------------------------------- | -- | -------------------- |
| 2009 | Bateria                                                 | 1  | [ 38 ] [ 39 ] [ 40 ] |
| 2011 | Samba-enredo ("A Benção, Vinícius")                     | 2  | [ 38 ] [ 41 ] [ 42 ] |
| 2011 | Bateria                                                 | 3  | [ 38 ] [ 41 ] [ 42 ] |
| 2012 | Desfile do Ano                                          | 4  | [ 38 ] [ 43 ] [ 44 ] |
| 2012 | Samba-enredo ("Dona Ivone Lara: O Enredo do meu Samba") | 5  | [ 38 ] [ 43 ] [ 44 ] |
| 2012 | Bateria                                                 | 6  | [ 38 ] [ 43 ] [ 44 ] |
| 2013 | Bateria                                                 | 7  | [ 38 ] [ 45 ]        |
| 2017 | Desfile do Ano                                          | 8  | [ 46 ]               |
| 2017 | Bateria                                                 | 9  | [ 46 ]               |
| 2022 | Desfile do Ano                                          | 10 | [ 47 ]               |
| 2022 | Bateria                                                 | 11 | [ 47 ]               |
| 2022 | Harmonia                                                | 12 | [ 47 ]               |
| 2024 | Bateria                                                 | 13 | [ 48 ]               |
| 2024 | Harmonia                                                | 14 | [ 48 ]               |
| 2024 | Intérprete (Tem-Tem Jr.)                                | 15 | [ 48 ]               |
| 2025 | Prêmio Especial                                         | 16 | [ 49 ]               |

## Fala Galera Carna Insta
Fala Galera Carna Insta é um prêmio concedido desde 2022 pelo site carnainsta junto com o canal Fala Galera às escolas de samba da primeira e da segunda divisão do carnaval carioca.
| Ano  | Categoria premiada       | C | Referência |
| ---- | ------------------------ | - | ---------- |
| 2022 | Melhor Escola            | 1 | [ 50 ]     |
| 2022 | Enredo ("Mangangá")      | 2 | [ 50 ]     |
| 2022 | Harmonia                 | 3 | [ 50 ]     |
| 2022 | Evolução                 | 4 | [ 50 ]     |
| 2022 | Comunidade               | 5 | [ 50 ]     |
| 2024 | Bateria                  | 6 | [ 51 ]     |
| 2024 | Ala de Baianas           | 7 | [ 51 ]     |
| 2024 | Intérprete (Tem-Tem Jr.) | 8 | [ 51 ]     |

## Feras da Sapucaí
Feras da Sapucaí é um prêmio concedido desde 2022 pela revista Feras do Carnaval às escolas de samba da primeira e da segunda divisão do carnaval carioca.
| Ano  | Categoria premiada                             | C | Referência |
| ---- | ---------------------------------------------- | - | ---------- |
| 2022 | Bateria                                        | 1 | [ 52 ]     |
| 2022 | Intérprete (Igor Vianna)                       | 2 | [ 52 ]     |
| 2023 | Ala de Baianas                                 | 3 | [ 53 ]     |
| 2023 | Gestão (Sandro Avelar - presidente)            | 4 | [ 53 ]     |
| 2023 | Instrutor de Samba no Pé (Junior Lima)         | 5 | [ 53 ]     |
| 2024 | Bateria                                        | 6 | [ 54 ]     |
| 2024 | Musa (Monique Rizzeto)                         | 7 | [ 54 ]     |
| 2024 | Destaque da Avenida (Tem-Tem Jr. - intérprete) | 8 | [ 54 ]     |

## Gato de Prata
Troféu Gato de Prata é um prêmio idealizado e concedido pelo cantor, compositor e jornalista Tico do Gato à primeira e segunda divisões do carnaval carioca. Sua primeira edição foi realizada em 2010. A escolha dos contemplados é feita por jornalistas, comentaristas, radialistas e fotógrafos que fazem a cobertura dos desfiles das escolas de samba.
| Ano  | Categoria premiada                                          | C  | Referência    |
| ---- | ----------------------------------------------------------- | -- | ------------- |
| 2010 | Bateria                                                     | 1  | [ 56 ] [ 57 ] |
| 2011 | Samba-enredo ("A Benção, Vinícius")                         | 2  | [ 58 ]        |
| 2012 | Samba-enredo ("Dona Ivone Lara: O Enredo do meu Samba")     | 3  | [ 59 ]        |
| 2013 | Bateria                                                     | 4  | [ 60 ] [ 61 ] |
| 2014 | Bateria                                                     | 5  | [ 62 ]        |
| 2014 | Homenagem Especial (Aluízio Machado - Compositor da escola) | 6  | [ 62 ]        |
| 2015 | Mestre-sala (Feliciano Junior)                              | 7  | [ 63 ]        |
| 2015 | Porta-bandeira (Raphaela Caboclo)                           | 8  | [ 63 ]        |
| 2016 | Comissão de Frente                                          | 9  | [ 64 ]        |
| 2016 | Rainha de Bateria (Patrícia Chélida)                        | 10 | [ 64 ]        |
| 2017 | Samba-enredo ("Meu Quintal É Maior do que o Mundo")         | 11 | [ 55 ]        |
| 2017 | Bateria                                                     | 12 | [ 55 ]        |
| 2017 | Intérprete (Marquinho Art'Samba)                            | 13 | [ 55 ]        |
| 2017 | Rainha de Bateria (Milena Nogueira)                         | 14 | [ 55 ]        |
| 2018 | Velha Guarda                                                | 15 | [ 65 ]        |
| 2019 | Ala (Devotos)                                               | 16 | [ 66 ]        |
| 2022 | Melhor Escola                                               | 17 | [ 67 ]        |
| 2022 | Bateria                                                     | 18 | [ 67 ]        |
| 2022 | Harmonia                                                    | 19 | [ 67 ]        |
| 2022 | Homenagem Especial: Ala dos Cabelos Brancos                 | 20 | [ 67 ]        |
| 2024 | Personalidade (Aluísio Machado - compositor)                | 21 | [ 68 ]        |
| 2025 | Harmonia                                                    | 22 | [ 69 ]        |

## Machine - Bastidores do Carnaval Carioca
O Prêmio Machine - Bastidores do Carnaval Carioca é uma premiação idealizada por Cátia Calixto, com coordenação de Denise Pinto Pereira e Elizabeth Rodrigues, concedida aos profissionais técnicos que atuam no Sambódromo da Marquês de Sapucaí. O prêmio foi criado em homenagem à José Carlos Farias Caetano ("Machine"), conhecido como Síndico da Passarela. Sua primeira edição foi realizada em 2016. A escolha dos contemplados é feita pelos coordenadores do prêmio e pelo júri técnico formado por personalidades ligadas ao samba e ao carnaval.
| Ano  | Categoria premiada                              | Referência |
| ---- | ----------------------------------------------- | ---------- |
| 2016 | Coreógrafo de Ala de Passistas (Gabriel Castro) | [ 71 ]     |
| 2022 | Direção de Ala de Baianas                       | [ 72 ]     |

## Passista Samba no Pé
O Prêmio Passista Samba no Pé é destinado exclusivamente ao segmento de passistas do carnaval do Rio de Janeiro, sendo oferecido pelo portal Passista Samba no Pé. Contempla a primeira e segunda divisão do carnaval. Sua primeira edição foi realizada em 2016. A escolha dos contemplados é realizada pelos coordenadores do prêmio.
| Ano  | Categoria premiada                           | Referência |
| ---- | -------------------------------------------- | ---------- |
| 2016 | Passista Feminino da Série A (Luana Estrela) | [ 73 ]     |

## Plumas & Paetês Cultural
O Prêmio Plumas & Paetês Cultural é uma premiação concedida desde 2005 à técnicos e profissionais que trabalham nos bastidores do carnaval carioca.
| Ano  | Categoria                                      | Premiado(a) | C  | Referência |
| ---- | ---------------------------------------------- | --- | -- | ---------- |
| 2007 | Por Onde Anda?                                 | Neide Dominicina Coimbra (ex-presidente do Império) | 1  | [ 75 ]     |
| 2012 | Carnavalesco do Grupo de Acesso A              | Mauro Quintaes | 2  | [ 76 ]     |
| 2012 | Compositores do Grupo de Acesso A              | Arlindo Cruz, Arlindo Neto e Tico do Império | 3  | [ 76 ]     |
| 2012 | Carpinteiro Grupo de Acesso A                  | Marcelo Vianna | 4  | [ 76 ]     |
| 2012 | Direção de Carnaval                            | Andre Marins, Carlos Pereira, Eduardo Belo e Jener Tonassi | 5  | [ 76 ]     |
| 2012 | Diretor de Harmonia                            | Marcos da Costa de Souza | 6  | [ 76 ]     |
| 2013 | Pintor                                         | Puchinelli | 7  | [ 77 ]     |
| 2013 | Iluminador / Eletricista                       | Marcelo Castilho | 8  | [ 77 ]     |
| 2016 | Coreógrafa de Comissão de Frente               | Claudia Motta | 9  | [ 78 ]     |
| 2016 | Destaque de Luxo                               | Diogo Ribeiro | 10 | [ 78 ]     |
| 2017 | Mestre de Bateria                              | Mestre Gilmar | 11 | [ 79 ]     |
| 2019 | Personalidade do Samba                         | Aluísio Machado (compositor) | 12 | [ 80 ]     |
| 2022 | Compositores                                   | Paulo César Feital, Henrique Hoffmann, Andinho Samara, Ronaldo Nunes, Igor Fininho, Jefferson Oliveira, STS, Rafael Gigante, Vinicius Ferreira e André do Posto 7 | 13 | [ 81 ]     |
| 2022 | Mestre de Bateria                              | Mestre Vitinho | 14 | [ 82 ]     |
| 2022 | Diretor de Carnaval                            | José Luiz Escafura e Wilson da Silva Alves | 15 | [ 82 ]     |
| 2022 | Estilista                                      | Fernando Magalhães | 16 | [ 82 ]     |
| 2024 | Mestre de Bateria                              | Mestre Vitinho | 17 | [ 83 ]     |
| 2024 | Terceiro Casal de Mestre-sala e Porta-bandeira | Pedro Figueiredo e Lívia Bergman | 18 | [ 83 ]     |
| 2024 | Ferreiro                                       | Everdon Simas e equipe | 19 | [ 83 ]     |

## Prêmio 100% Carnaval
100% Carnaval é um prêmio virtual concedido desde 2019 às escolas de samba da primeira e da segunda divisão do carnaval carioca.
| Ano  | Categoria premiada             | C | Referência |
| ---- | ------------------------------ | - | ---------- |
| 2022 | Melhor Escola                  | 1 | [ 84 ]     |
| 2022 | Bateria                        | 2 | [ 84 ]     |
| 2022 | Porta-bandeira (Verônica Lima) | 3 | [ 84 ]     |
| 2022 | Melhor Ala ("Exu")             | 4 | [ 84 ]     |
| 2022 | Ala de Baianas                 | 5 | [ 84 ]     |
| 2022 | Conjunto de Fantasias          | 6 | [ 84 ]     |

## S@mba-Net
O Prêmio S@mba-Net é uma premiação concedida às escolas de samba da primeira, segunda e terceira divisões do carnaval do Rio de Janeiro. Foi idealizado pelo carnavalesco Luiz Fernando Reis e criado em 1999, ano de sua primeira edição. Os premiados são escolhidos por jornalistas que fazem a cobertura dos desfiles e pelos coordenadores do prêmio.
| Ano  | Categoria premiada                                                                    | C  | Referência     |
| ---- | ------------------------------------------------------------------------------------- | -- | -------------- |
| 1999 | Prêmio Especial (Rita Freitas - Porta-bandeira)                                       | 1  | [ 88 ]         |
| 2000 | Melhor Desfile                                                                        | 2  | [ 89 ] [ 90 ]  |
| 2000 | Samba-enredo ("Os Canhões de Guararapes")                                             | 3  | [ 89 ] [ 90 ]  |
| 2000 | Melhor comunicação com o público                                                      | 4  | [ 89 ] [ 90 ]  |
| 2000 | Melhor Alegoria (Caravela de garrafas de plástico)                                    | 5  | [ 89 ] [ 90 ]  |
| 2000 | Velha Guarda                                                                          | 6  | [ 89 ] [ 90 ]  |
| 2004 | Ala de Passistas                                                                      | 7  | [ 91 ] [ 92 ]  |
| 2008 | Melhor Desfile                                                                        | 8  | [ 93 ] [ 94 ]  |
| 2008 | Bateria                                                                               | 9  | [ 93 ] [ 94 ]  |
| 2008 | Ala de Baianas                                                                        | 10 | [ 93 ] [ 94 ]  |
| 2010 | Comissão de Frente                                                                    | 11 | [ 95 ] [ 96 ]  |
| 2011 | Desfile mais empolgante                                                               | 12 | [ 97 ] [ 98 ]  |
| 2011 | Samba-enredo ("A Benção, Vinícius")                                                   | 13 | [ 97 ] [ 98 ]  |
| 2012 | Melhor Escola                                                                         | 14 | [ 99 ] [ 100 ] |
| 2012 | Samba-enredo ("Dona Ivone Lara: O Enredo do meu Samba")                               | 15 | [ 99 ] [ 100 ] |
| 2012 | Desfile mais empolgante                                                               | 16 | [ 99 ] [ 100 ] |
| 2012 | Ala de Passistas                                                                      | 17 | [ 99 ] [ 100 ] |
| 2012 | Melhor Alegoria ("Os Cinco Bailes da História do meu Rio")                            | 18 | [ 99 ] [ 100 ] |
| 2013 | Melhor Destaque de Luxo (Albimar Mendes - Carro abre-alas: "A Força das Doze Fontes") | 19 | [ 101 ]        |
| 2015 | Samba-enredo ("Poema aos Peregrinos da Fé")                                           | 20 | [ 102 ]        |
| 2016 | Ala de Baianas                                                                        | 21 | [ 103 ]        |
| 2017 | Intérprete (Marquinho Art'Samba)                                                      | 22 | [ 104 ]        |
| 2017 | Ala de Crianças                                                                       | 23 | [ 104 ]        |
| 2022 | Melhor Escola                                                                         | 24 | [ 105 ]        |
| 2022 | Bateria                                                                               | 25 | [ 105 ]        |
| 2022 | Ala de Baianas                                                                        | 26 | [ 105 ]        |
| 2024 | Intérprete (Tem-Tem Jr.)                                                              | 27 | [ 106 ]        |
| 2025 | Samba-enredo ("O Que Espanta Miséria É Festa")                                        | 28 | [ 107 ]        |

## SRzd Carnaval
O Prêmio SRzd Carnaval é uma premiação organizada e concedida pelo site SRzd à primeira, segunda e terceira divisões do carnaval carioca. De 2008 a 2011 foi realizado como "Estrela do Carnaval". A partir de 2012, passou a se chamar SRzd Carnaval. Os premiados são escolhidos por jornalistas que fazem a cobertura dos desfiles das escolas de samba.
| Ano  | Categoria premiada                                                 | C | Referência |
| ---- | ------------------------------------------------------------------ | - | ---------- |
| 2012 | Melhor Escola                                                      | 1 | [ 109 ]    |
| 2015 | Mestre-sala e Porta-bandeira (Feliciano Junior e Raphaela Caboclo) | 2 | [ 110 ]    |
| 2015 | Ala de Passistas                                                   | 3 | [ 110 ]    |
| 2016 | Ala de Passistas                                                   | 4 | [ 111 ]    |
| 2020 | Prêmio Especial: Ala de Baianas                                    | 5 | [ 112 ]    |
| 2022 | Enredo ("Mangangá")                                                | 6 | [ 113 ]    |
| 2024 | Samba-enredo ("Ilú-Ọba Ọ̀yọ́: A Gira dos Ancestrais")                | 7 | [ 114 ]    |
| 2024 | Intérprete (Tem-Tem Jr.)                                           | 8 | [ 114 ]    |

## Troféu Band Folia
O Troféu Band Folia é concedido desde 2024, pelo Grupo Bandeirantes, às escolas de samba da segunda divisão do carnaval carioca. Os vencedores são escolhidos através de votação popular online no site da Band.
| Ano  | Categoria premiada                                                                | C | Referência |
| ---- | --------------------------------------------------------------------------------- | - | ---------- |
| 2024 | Bateria                                                                           | 1 | [ 115 ]    |
| 2025 | Samba-enredo ("O Que Espanta Miséria É Festa")                                    | 2 | [ 116 ]    |
| 2025 | Ala de Passistas                                                                  | 3 | [ 116 ]    |
| 2025 | Prêmio Especial (pela superação após o incêndio no ateliê de fantasias da escola) | 4 | [ 116 ]    |

## Troféu Bateria
O Troféu Bateria é concedido por especialistas no assunto, desde 2016, às escolas de samba da primeira e da segunda divisão do carnaval carioca.
| Ano  | Categoria premiada         | C | Referência |
| ---- | -------------------------- | - | ---------- |
| 2023 | Revelação (Mestre Vitinho) | 1 | [ 117 ]    |
| 2024 | Baluarte (Mestre Faísca)   | 2 | [ 117 ]    |

## Troféu Explosão in Samba
O Troféu Explosão in Samba é concedido pela Revista Explosão in Samba desde 2017 às escolas de samba da primeira e da segunda divisão do carnaval carioca.
| Ano  | Categoria premiada                                           | C | Referência |
| ---- | ------------------------------------------------------------ | - | ---------- |
| 2017 | Melhor Escola                                                | 1 | [ 118 ]    |
| 2022 | Melhor Escola                                                | 2 | [ 119 ]    |
| 2022 | Ala de Passistas                                             | 3 | [ 119 ]    |
| 2024 | Bateria                                                      | 4 | [ 120 ]    |
| 2024 | Ala de Passistas                                             | 5 | [ 120 ]    |
| 2024 | Musa (Jamilly Marques)                                       | 6 | [ 120 ]    |
| 2025 | Mestre-sala e Porta-bandeira (Anderson Abreu e Eliza Xavier) | 7 | [ 121 ]    |
| 2025 | Rainha de Bateria (Quitéria Chagas)                          | 8 | [ 121 ]    |

## Troféu Sambario
O Troféu Sambario é um prêmio virtual concedido pelo site especializado Sambario desde 2009 às escolas de samba dos grupos Especial e de acesso. Entre 2013 e 2017, não foi realizado, retornando na edição de 2018. Os vencedores são escolhidos através de votação interna feita entre a equipe do site Sambario, com jornalistas e integrantes de outros veículos convidados.
| Ano  | Categoria premiada                                                                | C  | Referência |
| ---- | --------------------------------------------------------------------------------- | -- | ---------- |
| 2009 | Bateria                                                                           | 1  | [ 122 ]    |
| 2009 | Ala de Baianas                                                                    | 2  | [ 122 ]    |
| 2009 | Rainha de Bateria (Quitéria Chagas)                                               | 3  | [ 122 ]    |
| 2010 | Samba-enredo ("João das Ruas do Rio")                                             | 4  | [ 123 ]    |
| 2010 | Enredo ("João das Ruas do Rio")                                                   | 5  | [ 123 ]    |
| 2011 | Samba-enredo ("A Benção, Vinícius")                                               | 6  | [ 124 ]    |
| 2012 | Melhor Escola                                                                     | 7  | [ 125 ]    |
| 2012 | Samba-enredo ("Dona Ivone Lara: O Enredo do Meu Samba")                           | 8  | [ 125 ]    |
| 2012 | Enredo ("Dona Ivone Lara: O Enredo do Meu Samba")                                 | 9  | [ 125 ]    |
| 2020 | Prêmio Especial: Ala de Baianas                                                   | 10 | [ 126 ]    |
| 2022 | Melhor Escola                                                                     | 11 | [ 127 ]    |
| 2022 | Bateria                                                                           | 12 | [ 127 ]    |
| 2023 | Personalidade (Arlindo Cruz - compositor)                                         | 13 | [ 128 ]    |
| 2025 | Samba-enredo ("O Que Espanta Miséria É Festa")                                    | 14 | [ 129 ]    |
| 2025 | Prêmio Especial (pela superação após o incêndio no ateliê de fantasias da escola) | 15 | [ 129 ]    |

## Troféu Tupi Carnaval Total
O Troféu Tupi Carnaval Total foi um prêmio concedido, entre 2010 e 2015, pela Super Rádio Tupi às escolas de samba dos grupos Especial, acesso A e acesso B. Os premiados eram escolhidos pelos jornalistas, comentaristas e repórteres que cobriam o carnaval pela Rádio Tupi.
| Ano  | Categoria premiada                             | C | Referência |
| ---- | ---------------------------------------------- | - | ---------- |
| 2012 | Melhor Escola                                  | 1 | [ 130 ]    |
| 2022 | Melhor Escola                                  | 2 | [ 131 ]    |
| 2022 | Bateria                                        | 3 | [ 131 ]    |
| 2022 | Harmonia                                       | 4 | [ 131 ]    |
| 2022 | Ala de Baianas                                 | 5 | [ 132 ]    |
| 2025 | Samba-enredo ("O Que Espanta Miséria É Festa") | 6 | [ 133 ]    |

## Prêmios extintos

### Estandarte do Povo
Estandarte do Povo foi um prêmio concedido nos anos de 1982 e 1983 às escolas de samba da primeira divisão do carnaval carioca. O prêmio foi criado e organizado pelo Jornal do Brasil e pela TVS. Os vencedores eram escolhidos através do voto popular.
| Ano  | Categoria premiada                              | Referência |
| ---- | ----------------------------------------------- | ---------- |
| 1982 | Samba-enredo ("Bum bum Paticumbum Prugurundum") | [ 134 ]    |
| 1983 | Samba-enredo ("Mãe Baiana Mãe")                 | [ 135 ]    |

### Gazeta do Rio
O Prêmio Gazeta do Rio foi concedido em 2022 pelo site Gazeta do Rio às escolas de samba do carnaval carioca. Os premiados foram escolhidos por jornalistas especializados, foliões e parceiros do site.
| Ano  | Categoria premiada                                             | Referência |
| ---- | -------------------------------------------------------------- | ---------- |
| 2022 | Melhor Escola                                                  | [ 136 ]    |
| 2022 | Enredo ("Mangangá")                                            | [ 136 ]    |
| 2022 | Mestre-sala e Porta-bandeira (Matheus Machado e Verônica Lima) | [ 136 ]    |

### OSK do Samba
Óscar do Samba foi um prêmio concedido entre 2004 e 2006, que retornou em 2013 com o nome de OSK do Samba, sendo concedido até 2016. Foi idealizado por Ronaldo Cascão e Moisés Santiago. Contemplava todas as divisões do carnaval carioca. Os premiados eram escolhidos por um corpo de jurados que assistiam os desfiles no Sambódromo e na Intendente Magalhães.
| Ano  | Categoria premiada                    | Referência |
| ---- | ------------------------------------- | ---------- |
| 2015 | Enredo ("Poema aos Peregrinos da Fé") | [ 138 ]    |

### Prêmio Ziriguidum
O Prêmio Ziriguidim foi concedido entre 2014 e 2017 pelo site Ziriguidum às escolas de samba do carnaval carioca.
| Ano  | Categoria premiada                                  | Referência |
| ---- | --------------------------------------------------- | ---------- |
| 2016 | Melhor Escola                                       | [ 139 ]    |
| 2016 | Mestre-sala e Porta-bandeira (Feliciano e Raphaela) | [ 139 ]    |

### Samba é Nosso
O Prêmio Samba é Nosso foi uma premiação concedida entre 2011 e 2015 às escolas de samba dos grupos de acesso. Era organizada pela Associação Cultural O Samba é Nosso.
| Ano  | Categoria premiada                                | Referência |
| ---- | ------------------------------------------------- | ---------- |
| 2012 | Enredo ("Dona Ivone Lara: O Enredo do meu Samba") | [ 140 ]    |
| 2012 | Carnavalesco (Mauro Quintaes)                     | [ 140 ]    |
| 2012 | Conjunto Harmônico                                | [ 140 ]    |
| 2015 | Ala de Passistas                                  | [ 141 ]    |

### Tamborim de Ouro
O Troféu Tamborim de Ouro foi um prêmio entregue entre 1998 e 2020 à primeira e segunda divisão do carnaval do Rio de Janeiro. Era organizado e oferecido pelo Jornal O Dia. Algumas categorias tinham seus vencedores escolhidos por meio de votação popular online, enquanto outras eram votadas por um júri de jornalistas e especialistas.
| Ano  | Categoria premiada                                                               | C  | Referência |
| ---- | -------------------------------------------------------------------------------- | -- | ---------- |
| 1999 | Passista Masculino (Lacraia)                                                     | 1  | [ 144 ]    |
| 2002 | Homenagem Especial (Neide Dominicina Coimbra)                                    | 2  | [ 145 ]    |
| 2004 | Samba do Ano ("Aquarela Brasileira")                                             | 3  | [ 146 ]    |
| 2006 | Samba do Ano ("O Império do Divino")                                             | 4  | [ 147 ]    |
| 2007 | Enredo ("Ser Diferente é Normal: O Império Serrano Faz a Diferença no Carnaval") | 5  | [ 148 ]    |
| 2007 | Samba no Pé Feminino (Quitéria Chagas)                                           | 6  | [ 148 ]    |
| 2009 | Ala de Baianas                                                                   | 7  | [ 149 ]    |
| 2013 | Escola de Ouro                                                                   | 8  | [ 150 ]    |
| 2015 | Escola de Ouro                                                                   | 9  | [ 151 ]    |
| 2016 | Escola de Ouro                                                                   | 10 | [ 152 ]    |
| 2017 | Escola de Ouro                                                                   | 11 | [ 153 ]    |

### Troféu Andarilho do Samba
O Troféu Andarilho do Samba foi entregue em 2008, elegendo os melhores de todas as divisões do carnaval carioca. Foi oferecido pelo programa Andarilho do Samba, da Rádio Metropolitana, sob responsabilidade do radialista Arnaldo Lyrio.
| Ano  | Categoria premiada                                 | Referência |
| ---- | -------------------------------------------------- | ---------- |
| 2008 | Enredo ("Taí, Eu Fiz Tudo pra Você Gostar de Mim") | [ 154 ]    |
| 2008 | Bateria                                            | [ 154 ]    |
| 2008 | Porta-bandeira (Danielle Nascimento)               | [ 154 ]    |

### Troféu Apoteose
Troféu Apoteose foi um prêmio concedido pelo Programa Cidade do Samba, do radialista João Estevam, entre 2004 e 2014 à primeira, segunda e terceira divisões do carnaval do Rio de Janeiro.
| Ano  | Categoria premiada                   | C | Referência |
| ---- | ------------------------------------ | - | ---------- |
| 2006 | Samba-Enredo ("O Império do Divino") | 1 | [ 155 ]    |
| 2013 | Ala de Baianas                       | 2 | [ 156 ]    |
| 2013 | Rainha de Bateria (Quitéria Chagas)  | 3 | [ 156 ]    |
| 2014 | Mestre-sala (Alex Marcelino)         | 4 | [ 157 ]    |

### Troféu Jorge Lafond
Troféu Jorge Lafond foi um prêmio concedido entre 2004 e 2016 pela escola de samba Acadêmicos do Cubango às agremiações dos grupos de acesso. O prêmio foi criado em homenagem ao ator Jorge Lafond.
| Ano  | Categoria premiada                                       | C  | Referência |
| ---- | -------------------------------------------------------- | -- | ---------- |
| 2004 | Intérprete (Nêgo)                                        | 1  | [ 159 ]    |
| 2004 | Personalidade (Jorginho do Império)                      | 2  | [ 159 ]    |
| 2005 | Personalidade(Jorginho do Império)                       | 3  | [ 160 ]    |
| 2008 | Melhor Escola                                            | 4  | [ 161 ]    |
| 2008 | Samba-enredo ("Taí, Eu Fiz Tudo pra Você Gostar de Mim") | 5  | [ 161 ]    |
| 2008 | Enredo ("Taí, Eu Fiz Tudo pra Você Gostar de Mim")       | 6  | [ 161 ]    |
| 2008 | Bateria                                                  | 7  | [ 161 ]    |
| 2010 | Bateria                                                  | 8  | [ 162 ]    |
| 2011 | Samba-enredo ("A Benção, Vinícius")                      | 9  | [ 163 ]    |
| 2011 | Bateria                                                  | 10 | [ 163 ]    |
| 2012 | Melhor Escola                                            | 11 | [ 164 ]    |
| 2012 | Samba-enredo ("Dona Ivone Lara: O Enredo do meu Samba")  | 12 | [ 164 ]    |
| 2013 | Bateria                                                  | 13 | [ 165 ]    |
| 2013 | Rainha de Bateria (Quitéria Chagas)                      | 14 | [ 165 ]    |
| 2015 | Ala de Passistas                                         | 15 | [ 166 ]    |
| 2015 | Harmonia                                                 | 16 | [ 166 ]    |
| 2016 | Melhor Escola                                            | 17 | [ 167 ]    |
| 2016 | Comissão de Frente                                       | 18 | [ 167 ]    |
| 2016 | Rainha de Bateria (Patrícia Chélida)                     | 19 | [ 167 ]    |
| 2016 | Ala de Baianas                                           | 20 | [ 167 ]    |

### Troféu Natal
O Troféu Natal foi um prêmio concedido pela PROMAG Promoções e Artes Gráficas em parceria com a Rede Globo às escolas de samba do Grupo 1 de 1976. O nome do prêmio homenageia Natal da Portela, morto em 1975.
| Ano  | Categoria premiada                  | Referência |
| ---- | ----------------------------------- | ---------- |
| 1976 | Intérprete (Roberto Ribeiro)        | [ 168 ]    |
| 1976 | Destaque Masculino (Mestre Fuleiro) | [ 168 ]    |

### Troféu Nota 10
Troféu Nota 10 é um prêmio concedido pelo Jornal Meia Hora às escolas de samba da segunda divisão do carnaval carioca. Sua primeira edição foi realizada em 2017. Os premiados são escolhidos por um júri formado por jornalistas e especialistas.
| Ano  | Categoria premiada                                   | Referência |
| ---- | ---------------------------------------------------- | ---------- |
| 2017 | Melhor Escola                                        | [ 170 ]    |
| 2017 | Musa (Milena Nogueira - Rainha de Bateria da escola) | [ 170 ]    |

### Troféu Papa-Tudo - Rede Manchete
O Troféu Papa-Tudo - Rede Manchete foi um prêmio concedido pela Rede Manchete entre os anos de 1995 e 1998 às escolas de samba da primeira e segunda divisões do carnaval carioca.
| Ano  | Categoria premiada                                      | C | Referência |
| ---- | ------------------------------------------------------- | - | ---------- |
| 1996 | Samba-enredo ("Verás que Um Filho Teu não Foge à Luta") | 1 | [ 171 ]    |
| 1996 | Bateria                                                 | 2 | [ 171 ]    |
| 1997 | Bateria                                                 | 3 | [ 172 ]    |

### Troféu Parangolé
Troféu Parangolé foi um prêmio concedido nos anos de 2007 e 2008 pela Secretaria Municipal de Cultura do Rio de Janeiro, às escolas de samba dos grupos de acesso A e B. A premiação teve o objetivo de premiar ações de arte presentes nos desfiles de carnaval. Os vencedores foram escolhidos por um júri formado por profissionais ligados às artes visuais.
| Ano  | Categoria premiada                                                                                                 | Referência |
| ---- | --- | ---------- |
| 2008 | Carnavalescos Márcia Lage e Renato Lage (Pela atitude na linguagem estética visual e releitura criativa do enredo) | [ 174 ]    |

### Troféu Rádio Manchete
Troféu Rádio Manchete foi um prêmio concedido pela Rádio Manchete às escolas do grupos Especial, Acesso A e B. Os vencedores eram escolhidos por comentaristas e repórteres de Carnaval da Rádio Manchete AM.
| Ano  | Categoria premiada          | C | Referência |
| ---- | --------------------------- | - | ---------- |
| 2008 | Melhor Escola               | 1 | [ 175 ]    |
| 2009 | Homenagem Especial à Escola | 2 | [ 176 ]    |

### Troféu Sambista
Troféu Sambista foi uma premiação concedida pelo Jornal do Sambista às escolas de samba dos grupos Especial, Série A e Série B. Sua primeira edição foi realizada em 2016.
| Ano  | Categoria premiada                                                 | C | Referência |
| ---- | ------------------------------------------------------------------ | - | ---------- |
| 2016 | Enredo ("Silas Canta Serrinha")                                    | 1 | [ 177 ]    |
| 2016 | Velha Guarda                                                       | 2 | [ 177 ]    |
| 2016 | Ala de Passistas                                                   | 3 | [ 177 ]    |
| 2017 | Mestre-sala e Porta-bandeira (Feliciano Junior e Raphaela Caboclo) | 4 | [ 178 ]    |
| 2017 | Harmonia                                                           | 5 | [ 178 ]    |
| 2017 | Harmonia                                                           | 6 | [ 178 ]    |
| 2017 | Ala de Passistas                                                   | 7 | [ 178 ]    |

## Condecorações

### Ordem do Mérito Cultural
A Ordem do Mérito Cultural (OMC) é uma ordem honorífica dada a personalidades e entidades como forma de reconhecer suas contribuições à cultura do Brasil. O Império Serrano foi agraciado com a Ordem do Mérito Cultural em 2001, ao lado das escolas Portela, Mangueira e Vila Isabel.
| Ano  | Condecoração             | Referência |
| ---- | ------------------------ | ---------- |
| 2001 | Ordem do Mérito Cultural | [ 179 ]    |

## Outros

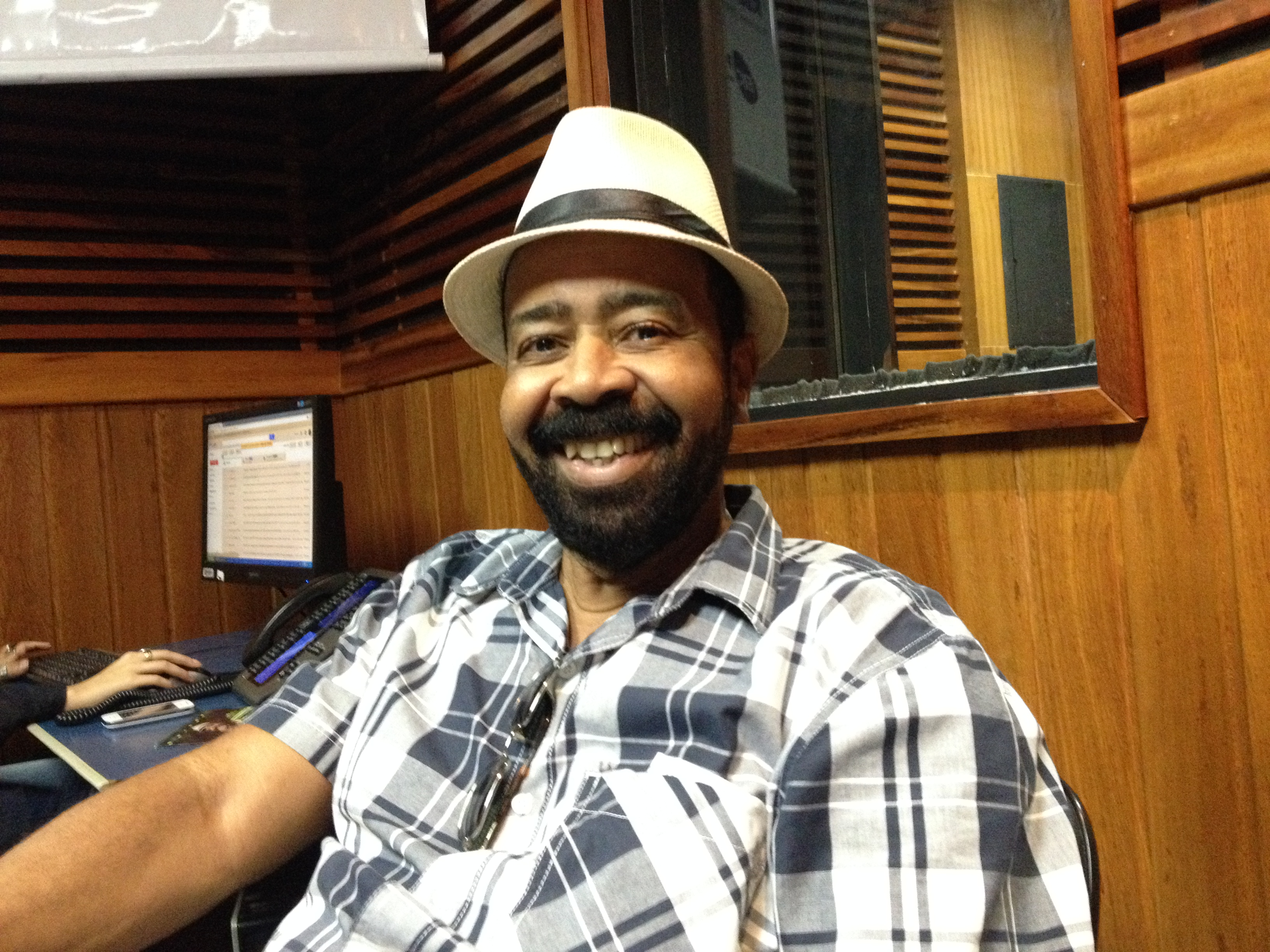
O cantor e compositor Jorginho do Império foi condecorado Cidadão Samba por duas vezes.

### Cidadão Samba
Cidadão Samba é um título concedido anualmente pela imprensa carioca a sambistas e representantes notórios das escolas de samba do Rio de Janeiro. A condecoração foi criada em 1936 pelo Jornal A Nação. Ao longo do tempo, passou por diversas fases, sendo organizado por diferentes órgãos da impressa carioca. Quatro compositores do Império Serrano receberam o título de Cidadão Samba, sendo que Jorginho do Império foi condecorado por duas vezes.
| Ano  | Cidadão Samba                              | Referência |
| ---- | ------------------------------------------ | ---------- |
| 1969 | Jorge Peçanha (Compositor da escola)       | [ 181 ]    |
| 1971 | Jorginho do Império (Compositor da escola) | [ 181 ]    |
| 1974 | Mestre Fuleiro (Compositor da escola)      | [ 181 ]    |
| 1994 | Jorginho do Império (Compositor da escola) | [ 181 ]    |
| 2014 | Aluízio Machado (Compositor da escola)     | [ 182 ]    |